# Ruxandra Sireteanu-Constantinescu

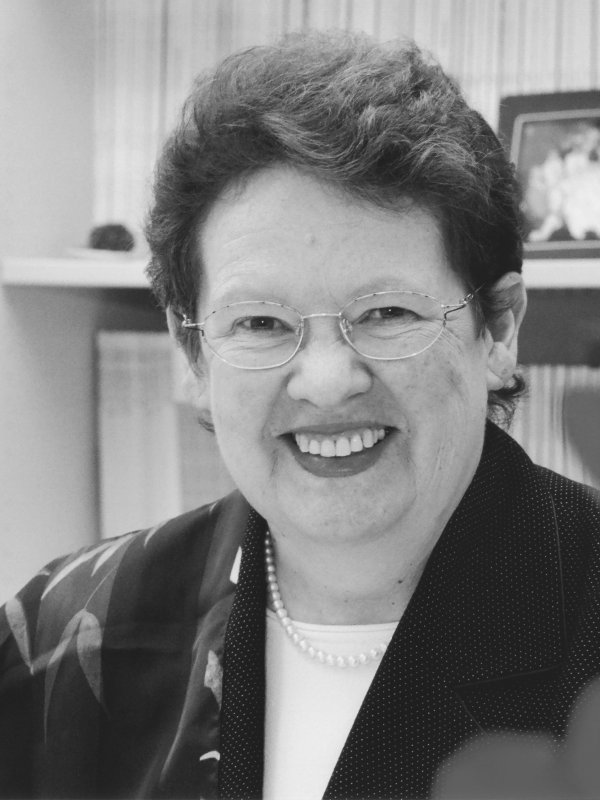
Ruxandra Sireteanu im Januar 2006 in Frankfurt am Main

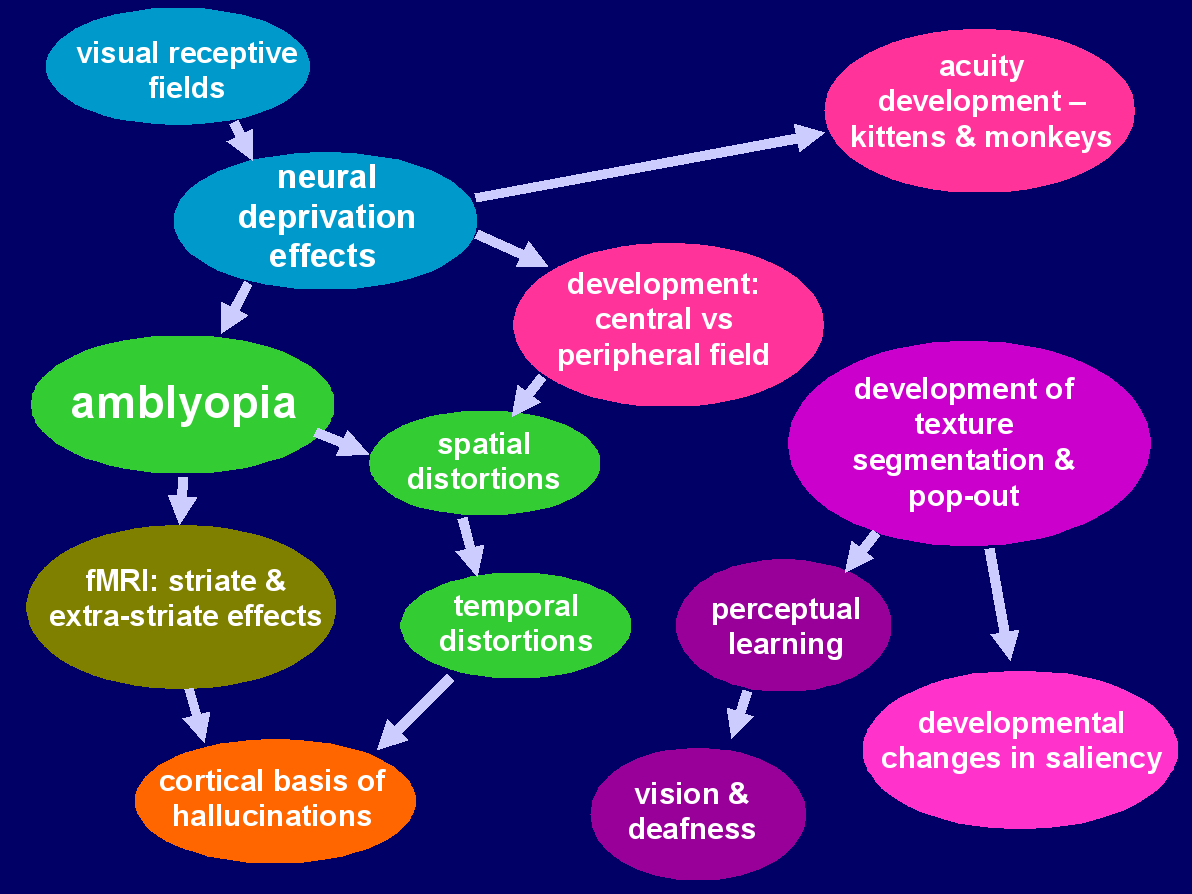
Forschungsgebiete, zu denen Ruxandra Sireteanu beigetragen hat (englisch)

Ruxandra Sireteanu (* 19. September 1945, Mediaș, Königreich Rumänien; † 8. September 2008, Frankfurt am Main), nach ihrer Heirat auch bekannt als Ruxandra Sireteanu-Constantinescu, war eine rumänische Biophysikerin und Neurowissenschaftlerin, die bahnbrechende Forschungen über das menschliche Sehsystem unternahm. Sie wurde in Rumänien geboren und studierte zunächst an der Universität Bukarest. Anschließend forschte sie in Pisa (Italien) und Lausanne (Schweiz), bevor sie nach Deutschland ging, zunächst an das Max-Planck-Institut in München, wo sie mit Wolf Singer arbeitete, und dann an die Universität Ulm. Im Jahr 1978 zog sie nach Frankfurt, zunächst an das dortige Max-Planck-Institut, bevor sie den Lehrstuhl für Biologische Psychologie an der Goethe-Universität übernahm, den sie seit 1999 innehatte. Außerdem hatte sie Gastprofessuren an Universitäten in den Vereinigten Staaten inne, unter anderem an der University of California, Berkeley. Ihre Forschungen konzentrierten sich auf die Entwicklung des visuellen Systems bei Menschen von der Geburt bis ins Erwachsenenalter, wofür sie sowohl gesunde Personen als auch insbesondere solche mit Störungen wie Amblyopie untersuchte.

## Leben
Ruxandra Sireteanu wurde am 19. September 1945 in der siebenbürgischen Stadt Mediaș geboren. Sie studierte ab 1963 an der Universität Bukarest und schloss ihr Physikstudium 1968 mit einer Arbeit mit dem Titel Aspecte teoretice și experimentale ale potențialului de repaus membranar (Theoretische und experimentelle Aspekte des Ruhemembranpotentials) ab. Anschließend arbeitete sie als Forscherin am Zentrum für Radiobiologie und Molekularbiologie und wurde anschließend zur Assistenzprofessorin am Institut für Erdöl, Erdgas und Geologie in Bukarest ernannt. Ab 1972 studierte sie an der Scuola Normale Superiore di Pisa und verteidigte ihre Dissertation in Biophysik „Beiträge zur Untersuchung der Sehfunktion unter Verwendung räumlich periodischer Reize“ und forschte anschließend als Postdoktorandin an der Universität Ulm und der Universität Lausanne. 1978 ging sie an das Max-Planck-Institut für Psychiatrie in München, wo sie im Team von Wolf Singer arbeitete.
Sireteanu übernahm ab 1984 die Leitung des Teams am Max-Planck-Institut für Hirnforschung in Frankfurt am Main. Gleichzeitig erhielt sie 1983 eine Gastprofessur an der University of California, Berkeley und wurde 1987 zur Greenman-Petty-Professorin am University of Texas Health Science Center in Houston ernannt. Im Jahr 1990 verteidigte sie erfolgreich ihre Habilitationsschrift in Neurowissenschaften mit dem Titel „Development and Plasticity of Visual functions: Psychophysical, Electrophysiological and Clinical Studies“. Im Anschluss wurde sie 1991 von der Dr. Heinz- und Helene-Adam-Stiftung für herausragende Forschungsleistungen in der Ophthalmologie und 1994 von der Bielschowsky-Gesellschaft für Forschung auf dem Feld der Strabologie ausgezeichnet.
Ab 1995 arbeitete Sireteanu mit der Goethe-Universität Frankfurt zusammen und initiierte eine Zusammenarbeit zwischen der Universität und dem dortigen Max-Planck-Institut für Neurowissenschaften, die schließlich 1999 zur Einrichtung eines Lehrstuhls für Biologische Psychologie führte, auf den sie als erste berufen wurde. Ihre Forschung konzentrierte sich auf die Untersuchung der Entwicklung des menschlichen Sehsystems vom Neugeborenen bis zum Erwachsenenalter, sowohl bei gesunden Menschen als auch bei Menschen mit Störungen des Binokularsehens, einschließlich Amblyopie. Sie veröffentlichte zahlreiche Artikel, oft in englischer Sprache, in Fachzeitschriften wie Vision Research, wo sie auch als Mitherausgeberin fungierte.
Sie war eine hoch angesehene Doktormutter sowie Vorbild und Mentorin für ihre Studenten, bekannt als Kreativitäts-Anregerin sowie als Lehrerin der akademischen Strenge. Nachdem sie mehr als ein Jahrzehnt in Frankfurt gearbeitet hatte, nahm sie Mitte 2008 eine Einladung an, an der Abteilung für Biophysik der Medizinischen und Pharmazeutischen Universität Carol Davila in Bukarest einen Vortrag über die neuesten Entwicklungen im Verständnis der Amblyopie zu halten, einem Bereich, in dem sie besonders geachtet wurde. Dies war ihre letzte Reise in ihr Geburtsland. Am 8. September verstarb sie unerwartet. Sie hinterließ ihren Ehemann Dan H. Constantinescu und zwei Kinder.

## Veröffentlichungen (Auswahl)
Sireteanu veröffentlichte mehr als 60 wissenschaftliche Arbeiten, darunter die folgenden:
- K. Hoffmann, R. Sireteanu: Interlaminar differences in effects of early and late monocular deprivation on visual acuity of cells in lateral geniculate nucleus of cat. In: Neuroscience Letters. Band 5, Nr. 3–4, 1977, S. 171–175.
- R. Sireteanu, K. Hoffmann: Relative frequency and visual resolution of X-cell and Y-cell in the LGN of normal and monocularly deprived cats - interlaminar differences. In: Experimental Brain Research. Band 34, Nr. 3, 1979, S. 591–603.
- R. Sireteanu, M. Fronius, W. Singer: Binocular interaction in the peripheral visual field of humans with strabismic and anisometropic amblyopia. In: Vision Research. Band 21, Nr. 7, 1981, S. 1065–1074.
- R. Sireteanu: Binocular vision in strabismic humans with alternating fixation. In: Vision Research. Band 22, Nr. 8, 1982, S. 889–896.
- R. Sireteanu, M. Fronius: Naso-temporal asymmetries in human amblyopia - Consequence of long-term interocular suppression. In: Vision Research. Band 21, Nr. 7, 1981, S. 1055–1063.
- M. Fronius, R. Sireteanu: Monocular geometry is selectively distorted in the central visual-field of strasbismic amblyopes. In: Investigative Ophthalmology & Visual Science. Band 30, Nr. 9, 1989, S. 2034–2044.
- W. Lagreze, R. Sireteanu: 2-Dimensional spatial distortions in human strabismic amblyopia. In: Vision Research. Band 31, Nr. 7–8, 1991, S. 1271–1288.
- R. Sireteanu, C. Rieth: Texture segregation in infants and children. In: Behavioural Brain Research. Band 49, Nr. 1, 1992, S. 133–139.
- R. Sireteanu, W. Singer, C. Rieth: Texture segregation based online orientation develops late in childhood. In: S. F. Wright, R. Groner (Hrsg.): Facets of dyslexia and its remediation. 1992, ISBN 0-444-89949-9, S. 3–12.
- R. Sireteanu, W. Lagreze, D. Constantinescu: Distortions in 2-Dimensional visual space-perception in strabismic observers. In: Vision Research. Band 33, Nr. 5–6, 1993, S. 677–690.
- P. Roelfsema, P. Konig, A. Engel, R. Sireteanu, W. Singer: Reduced synchronization in the visual cortex of cats with strabismic smblyopia. In: European Journal of Neuroscience. Band 6, Nr. 11, 1994, S. 1645–1655.
- R. Sireteanu, R. Rettenbach: Perceptual-learning in visual-search - Fast, enduring, but nonspecific. In: Vision Research. Band 35, Nr. 14, 1995, S. 2037–2043.
- R. Sireteanu: The development of the visual field: results from human and animal studies. In: F. Vital-Durand, J. Atkinson, O. J. Braddick (Hrsg.): Infant Vision. Oxford University Press, Oxford 1996, ISBN 0-19-852316-5, S. 17–31.
- R. Rettenbach, G. Diller, R. Sireteanu: Do deaf people see better? Texture segmentation and visual search compensate in adult but not in juvenile subjects. In: Journal of Cognitive Neuroscience. Band 11, Nr. 5, 1999, S. 560–583.
- R. Sireteanu: The binocular act in strabismus. in G. Lennerstrand, J. Ygge (Hrsg.): Advances in Strabismus Research: Basic and Clinical Aspects. Portland Press, London 2000, ISBN 1-85578-144-1, S. 63–83.
- R. Sireteanu: Development of the visual system in the human infant. In: A. F. Kalverboer, A. Gramsberger (Hrsg.): Handbook of Brain and Behaviour in Human Development. Kluwer Academic Publishers, London 2001, ISBN 0-7923-6943-2, S. 629–653.
- L. Muckli, S. Kiess, N. Tonhausen, W. Singer, R. Goebel, R. Sireteanu: Cerebral correlates of impaired grating perception in individual, psychophysically assessed human amblyopes. In: Vision Research. Band 46, 2006, S. 506–526.
- R. Sireteanu, C. C. Bäumer, A. Iftime: Temporal instability in amblyopic vision: relationship to a displacement map of visual space. In: Investigative Ophthalmology & Visual Science. Band 49, Nr. 9, 2008, S. 3940–3954.